# ...Nothing Like the Sun
| Recensione        | Giudizio |
| ----------------- | -------- |
| AllMusic          |          |
| Chicago Tribune   |          |
| Los Angeles Times |          |
| Rolling Stone     |          |
| Robert Christgau  | (B)      |

...Nothing Like the Sun è il secondo album da solista del cantante britannico Sting, pubblicato nell'ottobre del 1987. Il titolo è preso dal primo verso del sonetto 130 di William Shakespeare ("My mistress' eyes are nothing like the sun", lett. "Gli occhi della mia donna non sono niente in confronto al sole"), che Sting utilizza nella canzone Sister Moon.
L'album è stato un successo commerciale e ha raggiunto la prima posizione in classifica in Italia, Giappone, Finlandia e Regno Unito. Si è inoltre posizionato al nono posto della Billboard 200 negli Stati Uniti.
È stato votato come Miglior album britannico ai Brit Awards del 1988 ed ha ricevuto tre candidature ai Grammy Awards del 1989 nelle categorie Album dell'anno, Canzone dell'anno e Miglior interpretazione vocale maschile. Le ultime due categorie sono riferite al secondo singolo estratto dall'album (Be Still My Beating Heart).
Nel 1989 è stato inserito alla posizione numero 90 nella lista dei "100 album migliori degli anni ottanta" stilata da Rolling Stone.

## Descrizione
L'album è stato influenzato da due eventi personali della vita di Sting: il primo, la morte improvvisa della madre nel tardo 1986, che ha contribuito al tono cupo utilizzato in alcune canzoni; il secondo; la sua partecipazione al tour Amnesty International / Conspiracy of Hope Tour, che portò Sting in parti dell'America Latina che erano state devastate da guerre civili, in cui il cantante ebbe modo di entrare in contatto con le vittime dell'oppressione del governo. They Dance Alone (Cueca Solo) è stata ispirata dalla sua testimonianza di manifestazioni pubbliche di dolore di mogli e figlie di uomini scomparsi in Cile, torturati e assassinati dalla dittatura militare del tempo, che ballavano la cueca (la danza tradizionale cilena) da sole, con le foto dei loro cari attaccate ai loro vestiti. Be Still My Beating Heart e The Lazarus Heart trattano temi come la vita, l'amore e la morte, e si caratterizzano inoltre per la presenza del chitarrista Andy Summers, già con Sting nei Police. Altrove nell'album, Englishman in New York, scritta in onore di Quentin Crisp, riprende le influenze jazz maggiormente presenti nel precedente album di Sting, così come Sister Moon. C'è spazio anche per una cover di Little Wing di Jimi Hendrix, eseguita da Sting con la collaborazione di Gil Evans e la sua orchestra; curiosamente tra i lati B di Englishman in New York compare un'ulteriore cover di Hendrix, Up from the Skies.
Il primo singolo estratto dall'album, We'll Be Together (che si vocifera sia una delle canzoni meno preferite da Sting), mette in mostra prominenti sfumature funky e ritmi dance; il singolo raggiunse la settima posizione della Billboard Hot 100 negli Stati Uniti nel tardo 1987.
...Nothing Like the Sun ha ispirato anche il corrispondente mini-album cantato in spagnolo/portoghese del 1988 intitolato ...Nada como el sol. Questo contiene quattro canzoni estratte dall'album cantate in spagnolo o, nel caso di Fragile, sia in spagnolo che in portoghese.
Tre anni dopo la sua pubblicazione originaria nell'album e come singolo, Englishman in New York è stata remixata a metà 1990 dal produttore tedesco Ben Liebrand, probabilmente per incrementare la redditività commerciale di Sting dopo due anni di assenza dalle classifiche. Caratterizzato da un forte ritmo dance e da un'introduzione più estesa, il remix ha ottenuto enorme successo nelle discoteche e ha raggiunto la quindicesima posizione della Official Dance Chart nel Regno Unito. Il nuovo singolo includeva anche un remix dance di We'll Be Together, come lato B.
...Nothing Like the Sun è stato uno dei primi album registrati completamente in digitale a raggiungere lo status di multi-platino. Risulta tuttora l'album più venduto di Sting da solista, con 11 milioni di copie vendute nel mondo (al 1997).

## Tracce
Testi e musiche di Sting, eccetto dove indicato.
1. The Lazarus Heart – 4:34
2. Be Still My Beating Heart – 5:32
3. Englishman in New York – 4:25
4. History Will Teach Us Nothing – 4:58
5. They Dance Alone (Cueca Solo) – 7:16
6. Fragile – 3:54
7. We'll Be Together – 4:52
8. Straight to My Heart – 3:54
9. Rock Steady – 4:27
10. Sister Moon – 3:46
11. Little Wing – 5:04 (Jimi Hendrix)
12. The Secret Marriage – 2:03 (Hanns Eisler, Sting)

## Formazione
- Sting – voce, basso, chitarra in History Will Teach Us Nothing e Fragile
- Renée Geyer – cori
- Dollette McDonald – cori
- Janice Pendarvis – cori
- Vesta Williams – cori
- Kenwood Dennard – batteria in Little Wing
- Manu Katché – batteria
- Andy Newmark – batteria
- Gil Evans e la sua orchestra in Little Wing
- Mino Cinelu – percussioni, vocoder
- Rubén Blades – parte parlata in They Dance Alone (Cueca Solo)
- Mark Egan – basso in Little Wing
- Hiram Bullock – chitarra in Little Wing
- Eric Clapton – chitarra in They Dance Alone (Cueca Solo)
- Fareed Haque – chitarra in They Dance Alone (Cueca Solo)
- Mark Knopfler – chitarra in They Dance Alone (Cueca Solo)
- Andy Summers – chitarra in The Lazarus Heart e Be Still My Beating Heart
- Kenny Kirkland – tastiere
- Ken Helman – pianoforte in The Secret Marriage
- Branford Marsalis – sassofono

## Classifiche

### Classifiche settimanali
| Classifica (1987/88) | Posizione massima |
| -------------------- | ----------------- |
| Australia            | 5                 |
| Austria              | 3                 |
| Canada               | 3                 |
| Finlandia            | 1                 |
| Francia              | 3                 |
| Germania             | 4                 |
| Giappone             | 1                 |
| Italia               | 1                 |
| Norvegia             | 2                 |
| Nuova Zelanda        | 13                |
| Paesi Bassi          | 3                 |
| Regno Unito          | 1                 |
| Spagna               | 2                 |
| Stati Uniti          | 9                 |
| Stati Uniti (R&B)    | 52                |
| Svezia               | 7                 |
| Svizzera             | 3                 |

### Classifiche di fine anno
| Classifica (1987) | Posizione |
| ----------------- | --------- |
| Australia         | 82        |
| Canada            | 26        |
| Francia           | 4         |
| Giappone          | 56        |
| Paesi Bassi       | 65        |
| Regno Unito       | 68        |
| Classifica (1988) | Posizione |
| Australia         | 46        |
| Austria           | 8         |
| Giappone          | 91        |
| Italia            | 3         |
| Paesi Bassi       | 6         |
| Regno Unito       | 84        |
| Stati Uniti       | 24        |
| Svizzera          | 3         |

## Tour promozionale
Per promuovere l'album, Sting intraprese un tour mondiale partito il 16 ottobre 1987 dal Palladium di New York e conclusosi il 21 novembre 1988 all'Hordern Pavilion di Sydney (Australia).